# Aphthona crassicornis
Aphthona crassicornis es un coleóptero de la familia Chrysomelidae. Fue descrita científicamente por primera vez en 1990 por Lopatin.